# Ierse euromunten
Op alle Ierse euromunten wordt hetzelfde ontwerp van Jarlath Hayes afgebeeld, namelijk dat van de harp, een traditioneel symbool van Ierland sinds de middeleeuwen. De afbeelding van de harp is gebaseerd op de harp van Brian Boru, waarvan wordt beweerd dat deze ooit nog het eigendom is geweest van de legendarische koning Brian Boru, maar die in feite uit de 14e eeuw stamt. De harp bevindt zich in het Trinity College in Dublin.
De afbeeldingen op de nationale kant van de Ierse euromunten zijn identiek aan de afbeeldingen op de achterkant van het oude Ierse pond, hoewel er aan de euromunten een cirkel van twaalf sterren is toegevoegd.
Op de munten staan de twaalf sterren van de EU, het jaar waarin de munt geslagen werd en het woord Éire, de naam van Ierland in het Iers, in het traditionele alfabet. De munten worden geslagen bij het Currency Centre.

## Afbeeldingen
| 0,01 €                                           | 0,02 € | 0,05 €             |
| ------------------------------------------------ | ------ | ------------------ |
|                                                  |        |                    |
| De harp van Brian Boru van het wapen van Ierland |        |                    |
| 0,10 €                                           | 0,20 € | 0,50 €             |
|                                                  |        |                    |
| De Brian Boru-harp                               |        |                    |
| 1,00 €                                           | 2,00 € | rand van €2-munten |
|                                                  |        | drie keer herhaald |
| De Brian Boru-harp                               |        |                    |

## Herdenkingsmunten van € 2
- Herdenkingsmunt van 2007: Gemeenschappelijke uitgifte naar aanleiding van de 50ste verjaardag van het Verdrag van Rome
- Herdenkingsmunt van 2009: Gemeenschappelijke uitgifte naar aanleiding van de 10de verjaardag van de Europese Economische en Monetaire Unie
- Herdenkingsmunt van 2012: Gemeenschappelijke uitgifte naar aanleiding van de 10de verjaardag van de invoering van de euro
- Herdenkingsmunt van 2015: Gemeenschappelijke uitgifte naar aanleiding van het 30-jarig bestaan van de Europese vlag
- Herdenkingsmunt van 2016: 100ste verjaardag van de Paasopstand
- Herdenkingsmunt van 2019: 100ste verjaardag van de eerste zitting van de Dáil Éireann
- Herdenkingsmunt van 2022: Gemeenschappelijke uitgifte naar aanleiding van het 35-jarig bestaan van het ERASMUS-programma
- Herdenkingsmunt van 2023: 50-jarig lidmaatschap van de EU